# Ovos moles

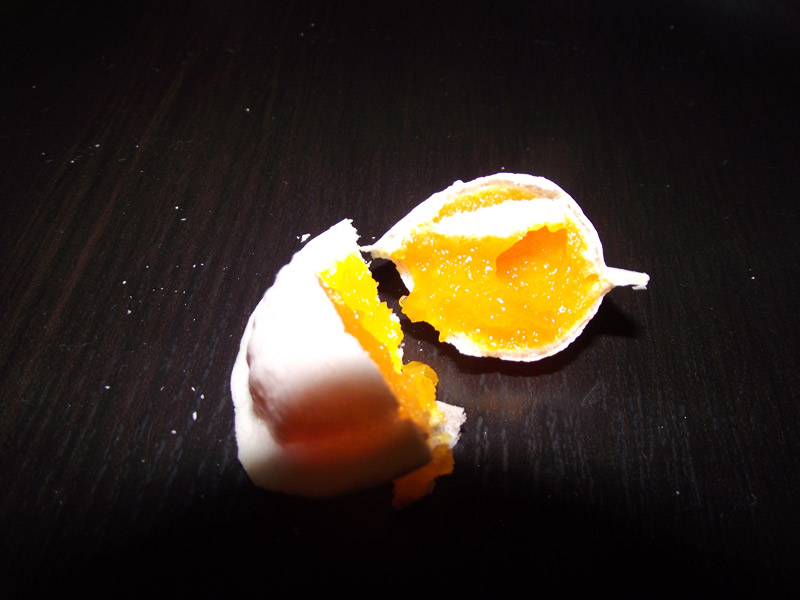
Výplň ovos moles

Ovos moles (také známé knižně jako měkké vejce) je místní pochoutka z portugalského města Aveiro. Jedná se o tradiční pečivo, jehož hlavním složením jsou vaječné míchané žloutky a cukr.
Původ této delikatesy se připisuje jeptiškám z klášterů, které v Aveiru byly až do devatenáctého století. Tyto výrobky pak ženy prodávaly především na místním nádraží, kde si je kupovali cestující z vlaku na trati Porto–Lisabon.
Ze způsobu přípravy je zvláštností především styl míchání žloutků, kde se nemíchá kolem dokola, ale zásadně dřevěnou lžící k sobě a od sebe. Pečivo se pak tvaruje ve formičkách (obdobně jako vánoční cukroví) různých tvarů: sudů a dále pak mořských prvků, jako jsou různé škeble, ryby a lastury.
Prodejní cena tohoto pečiva se pohybuje (rok 2011) okolo 16 € za kilogram.